# Жага екстриму
«Жага екстриму» — український художній фільм режисера Андрія Дончика, відзнятий студією телеканалу 1+1 у 2007 році за мотивами однойменної п'єси Анатолія Крима.

## Сюжет
Як урізноманітнити будні дуже заможних людей? Провінційна компанія, що організовує екстремальний відпочинок, розв'язала цю проблему, запропонувавши клієнтам-багатіям вирушити за ґрати.
Усі охочі полоскотати собі нерви за великі гроші можуть опинитися на нарах і відчути себе справжніми ув'язненими. До того ж за сценарієм організаторів, подорожі до камери передує суд і вирок.
Першим у в'язницю вирушає мер невеликого містечка Гаранін. Як далеко зайде ця екстремальна гра?

## У фільмі знімались
- Наталя Доля — Ліля
- Анатолій Котеньов — мер міста Гаранін
- Віталій Іванченко — Моргалов
- Андрій Чернишов — Олексій
- Андрій Самінін — Дмитро
- Віталій Лінецький — Бобровін
- Галина Корнєєва — суддя Анна Федорівна
- Людмила Загорська — Людмила
- Ольга Гришина — Люся
- Олег Масленников — міністр
- Михайло Жонін — Євген
- Ахтем Сеітаблаєв — Микита